# Watzespitze
Watzespitze är en bergstopp i Österrike.   Den ligger i distriktet Landeck och förbundslandet Tyrolen, i den västra delen av landet. Toppen på Watzespitze är 3 532 meter över havet.
Watzespitze är den högsta toppen i närområdet. Närmaste samhälle är Kaunertal, nordväst om Watzespitze. 
Trakten runt Watzespitze består i huvudsak av kala bergstoppar och isformationer.